# José Serra

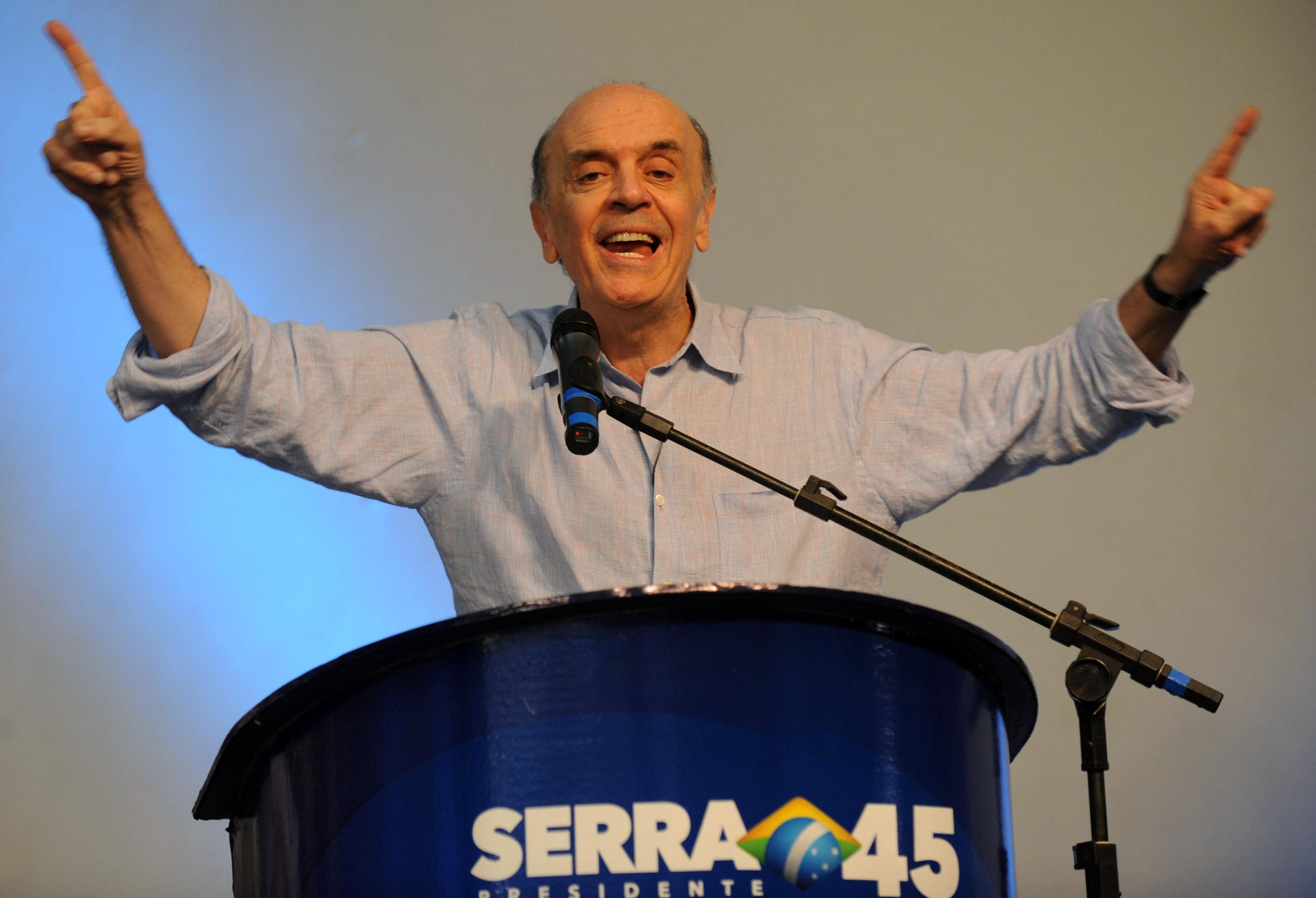
José Serra (2010)

Ergebnisse des 2. Durchgangs der Präsidentschaftswahl 2010 nach gewonnenen Bundesstaaten

José Serra (* 19. März 1942 in São Paulo) ist ein brasilianischer Politiker. Vom 12. Mai 2016  bis zum 22. Februar 2017 war er Außenminister in der Interimsregierung von Michel Temer.

## Leben und Karriere
Serra wurde als Sohn eines italienischen Einwanderers aus Corigliano Calabro (Kalabrien) in Mooca (Unterpräfektur Mooca der Stadt São Paulo) geboren. Seine politische Laufbahn begann er während seines Bauingenieurstudiums an der Universität von São Paulo. 1962 war er Mitgründer der sozialpolitischen Bewegung Ação Popular, 1963 Präsident der União Nacional de Estudantes (Gesamtverband der brasilianischen Studentenschaften). Während der Militärdiktatur in Brasilien verbrachte er nach 1964 lange Jahre im Exil, zunächst in Bolivien und Frankreich, von 1965 bis 1973 in Chile, wo er zeitweilig Berater des Präsidenten Salvador Allende war. Nach dem dortigen Staatsstreich ging er von 1974 bis 1978 ins Exil in die Vereinigten Staaten. Nach der Rückkehr Brasiliens zur Demokratie wurde er 1986 zum Abgeordneten für die Partei der Brasilianischen Demokratischen Bewegung (PMDB) gewählt. Im Jahr 1990 wurde er erneut in die Abgeordnetenkammer gewählt, diesmal aber für den Partido da Social Democracia Brasileira (PSDB), das er im Jahr 1988 gegründet hatte.
Serra wurde im Jahr 1994 zum Senator des Staates São Paulo für den PSDB gewählt und von 1995 bis 1996 diente er als Planungsminister unter Präsident Fernando Henrique Cardoso. Von 1998 bis 2002 war er Gesundheitsminister. 2002 kandidierte er für seine Partei für die Präsidentschaft in der Nachfolge seines Parteifreundes Cardoso, der nach zwei Amtszeiten nicht erneut antreten durfte. Er erreichte die Stichwahl, unterlag dort aber deutlich mit 38,7 zu 61,3 Prozent gegen Luiz Inácio Lula da Silva.
2004 wurde er zum Bürgermeister von São Paulo gewählt. Am 31. März 2006 trat er zurück und kandidierte für das Amt des Gouverneurs des Bundesstaates São Paulo. Beim ersten Wahlgang am 1. Oktober 2006 erreichte Serra die absolute Mehrheit. Bei der Gouverneurswahl 2010 trat er wegen seiner Präsidentschaftskandidatur nicht erneut an. Zu seinem Nachfolger wurde Geraldo Alckmin gewählt.
Zur Präsidentschaftswahl 2010 trat er erneut für den PSDB an. Ein Jahr vor der Wahl führte er deutlich in den Umfragen, im Juni und Juli 2010 lag er noch mit seiner aussichtsreichsten Gegenkandidatin Dilma Rousseff von der Partido dos Trabalhadores gleichauf. Anschließend fiel er deutlich zurück. Im ersten Wahlgang am 3. Oktober 2010 erreichte er schließlich 32,6 Prozent und zog in die Stichwahl gegen Dilma Rousseff ein. In dieser unterlag er mit etwa 44 Prozent der gültigen Stimmen.
Bei den Senatswahlen 2014 wurde er mit 57,92 Prozent der Stimmen erneut zum Vertreter seines Heimatstaates São Paulo gewählt und trat am 1. Februar 2015 sein Amt als Senator an. Am 22. Februar 2017 trat Serra aus gesundheitlichen Gründen von seinem Amt zurück.